# Campeonato Pan-Americano de Clubes de Handebol Masculino de 2016
O Campeonato Pan-Americano de Clubes de Handebol Masculino de 2016 foi uma competição promovida pela Federação Pan-Americana de Handebol na cidade argentina de Buenos Aires. Os jogos acontecem no ginásio da SAG Villa Ballester. É a primeira vez que a competição, que começou a ser realizada no ano de 2007, acontece fora do Brasil.
O clube brasileiro Taubaté sagrou-se campeão do torneio pela quarta vez, ao vencer na final o Pinheiros, também do Brasil, por 28 a 23. Com isso, tornou-se o maior campeão na história da competição.
Com o título, o time taubateano garante participação no Super Globe, o Campeonato Mundial de clubes, que mais uma vez vai acontecer no Catar

## Clubes participantes
A edição de 2016 contou com a participação de oito agremiações, três a mais que a edição de 2015. A novidade deste ano foi a participação do New York City, dos Estados Unidos, pela primeira vez.
| Equipe           | País           |
| ---------------- | -------------- |
| Villa Ballester  | Argentina      |
| River Plate      | Argentina      |
| Taubaté          | Brasil         |
| Pinheiros        | Brasil         |
| Club Italiano    | Chile          |
| Colegio Alemán   | Uruguai        |
| Salto Del Guairá | Paraguai       |
| New York City    | Estados Unidos |

## Fórmula de disputa
O regulamento do campeonato estabelece que os oito clubes são divididos em duas chaves. Os confrontos acontecem em turno único e os dois primeiros colocados avançam à semifinal. Os times eliminados disputam do 5° ao 8° lugar. O título é decidido entre os vencedores da semi. Os perdedores disputam o 3° lugar.

## Resultados
Os placares da disputa do Pan-Americano são os seguintes:
Fase de classificação
| Grupo A       |         |               |
| 25 de maio    |         |               |
| River Plate   | 33 - 22 | New York City |
| Taubaté       | 40 - 11 | Club Italiano |
| 26 de maio    |         |               |
| New York City | 22 - 38 | Taubaté       |
| Club Italiano | 16 - 26 | River Plate   |
| 27 de maio    |         |               |
| Club Italiano | 27 - 25 | New York City |
| Taubaté       | 33 - 25 | River Plate   |

| Classificação | Classificação | Classificação | Classificação | Classificação | Classificação | Classificação | Classificação | Classificação | Classificação |
| Time | Time          | PG            | J             | V             | E             | D             | GP            | GC            | SG            |
| --- | ------------- | ------------- | ------------- | ------------- | ------------- | ------------- | ------------- | ------------- | ------------- |
| 1 | Taubaté       | 6             | 3             | 3             | 0             | 0             | 111           | 58            | 53            |
| 2 | River Plate   | 4             | 3             | 2             | 0             | 1             | 83            | 71            | 12            |
| 3 | Club Italiano | 2             | 3             | 1             | 0             | 2             | 54            | 91            | -37           |
| 4 | New York City | 0             | 3             | 0             | 0             | 3             | 69            | 97            | -28           |
| PG – Pontos Ganhos; J – Jogos; V - Vitórias; E - Empates; D - Derrotas; GP – Gols Pró; GC – Gols Contra; SG – Saldo de Gols |               |               |               |               |               |               |               |               |               |

|  |                               |
|  | Classificado para a semifinal |

| Grupo B          |         |                  |
| 25 de maio       |         |                  |
| Pinheiros        | 43 - 19 | Salto Del Guairá |
| Villa Ballester  | 35 - 21 | Colegio Alemán   |
| 26 de maio       |         |                  |
| Colegio Alemán   | 24 - 27 | Pinheiros        |
| Villa Ballester  | 45 - 17 | Salto Del Guairá |
| 27 de maio       |         |                  |
| Salto Del Guairá | 21 - 23 | Colegio Alemán   |
| Pinheiros        | 28 - 26 | Villa Ballester  |

| Classificação | Classificação    | Classificação | Classificação | Classificação | Classificação | Classificação | Classificação | Classificação | Classificação |
| Time | Time             | PG            | J             | V             | E             | D             | GP            | GC            | SG            |
| --- | ---------------- | ------------- | ------------- | ------------- | ------------- | ------------- | ------------- | ------------- | ------------- |
| 1 | Pinheiros        | 6             | 3             | 3             | 0             | 0             | 88            | 78            | 10            |
| 2 | Villa Ballester  | 4             | 3             | 2             | 0             | 1             | 106           | 71            | 35            |
| 3 | Colegio Alemán   | 2             | 3             | 1             | 0             | 2             | 68            | 83            | -15           |
| 4 | Salto Del Guairá | 0             | 3             | 0             | 0             | 3             | 57            | 111           | -54           |
| PG – Pontos Ganhos; J – Jogos; V - Vitórias; E - Empates; D - Derrotas; GP – Gols Pró; GC – Gols Contra; SG – Saldo de Gols |                  |               |               |               |               |               |               |               |               |

|  |                               |
|  | Classificado para a semifinal |

Fase eliminatória
| 28 de maio     |         |                  |
| 5° ao 8° lugar |         |                  |
| Club Italiano  | 29 - 22 | Salto Del Guairá |
| New York City  | 24 - 22 | Colegio Alemán   |
| Semifinal      |         |                  |
| Taubaté        | 28 - 19 | Villa Ballester  |
| River Plate    | 26 - 30 | Pinheiros        |

| 29 de maio       |         |                |
| 7° e 8° lugar    |         |                |
| Salto Del Guairá | 23 - 32 | Colegio Alemán |
| 5° e 6° lugar    |         |                |
| Club Italiano    | 22 - 26 | New York City  |
| 3° e 4° lugar    |         |                |
| Villa Ballester  | 33 - 27 | River Plate    |
| Final            |         |                |
| Pinheiros        | 23 - 28 | Taubaté        |

## Classificação Final
| Posição | Clube            |
| ------- | ---------------- |
| 1       | Taubaté          |
| 2       | Pinheiros        |
| 3       | Villa Ballester  |
| 4       | River Plate      |
| 5       | New York City    |
| 6       | Club Italiano    |
| 7       | Colegio Alemán   |
| 8       | Salto Del Guairá |

|  |                                      |
|  | Classificado para o Super Globe 2016 |